# Teddy Edwards
Teddy Edwards (Jackson, 1924. április 26. –‎ Los Angeles, 2003. április 20.) amerikai tenorszaxofonos.

## Pályakép
Az 1940-es évek ifjú nemzedékének egyik tenorszaxofonosa volt. Dexter Gordontól és Wardell Graytől eltérően ő Los Angelesben maradt. Hosszú évek során ugyan alábecsülték, de a pályán maradt az 1970-es években is. Turnézott az Ernie Fields zenekarral, majd 1945-ben Roy Miltonnal dolgozott. Ezután Howard McGhee együtteséhez csatlakozott és számos fontos koncerten vett részt.
A későbbiekben együttműködött Max Roach-sal, Clifford Brownnal, Benny Carterrel, Benny Goodmannel, Milt Jacksonnal, Jimmy Smith-szel.

## Lemezek
- 1947: The Foremost! – (Dexter Gordonnal közösen)
- 1948: Central Avenue Breakdown, Vol. 1
- 1949: Central Avenue Breakdown, Vol. 2
- 1959: At Falcon's Lair – (Joe Castroval közösen)
- 1959: It's About Time – (Les McCannnal közösen)
- 1960: Sunset Eyes
- 1960: Teddy's Ready!
- 1960: Back to Avalon
- 1961: Together Again!!!! – (Howard McGhee-vel közösen)
- 1961: Good Gravy!
- 1962: Heart & Soul
- 1966: Nothin' But the Truth!
- 1967: It's All Right!
- 1974: Feelin's
- 1976: The Inimitable Teddy Edwards
- 1978: Young at Heart (Storyville) (Howard McGhee-vel közösen)
- 1978: Wise in Time (Storyville) (Howard McGhee-vel közösen)
- 1980: Out of This World
- 1981: Good Gravy
- 1991: Mississippi Lad – (Tom Waitssal közösen)
- 1993: Blue Saxophone
- 1994: La Villa: Live in Paris
- 1994: Horn to Horn – (Houston Person-nal közösen)
- 1995: Tango in Harlem
- 1997: Midnight Creeper
- 1999: Close Encounters – (Houston Person-nal közösen)
- 2001: Ladies Man
- 2003: Smooth Sailing – (Richard Wyandssal, Ray Drummonddal, Chip White-val közösen)